# Flughafen Loei

i7
i11
i13
Der Flughafen Loei (thailändisch ท่าอากาศยานเลย IATA-Code: LOE, ICAO-Code: VTUL) ist ein Regionalflughafen in der Provinzhauptstadt Loei der Provinz Loei in der Nord-Region von Thailand.

## Fluggesellschaften und Flugziele
- Nok Air – Bangkok-Don Mueang